# Trutgrund, Kaskö
Trutgrund är en ö i Finland. Den ligger i Bottenhavet och i kommunen Kaskö i den ekonomiska regionen  Sydösterbotten i landskapet Österbotten, i den västra delen av landet. Ön ligger omkring 87 kilometer söder om Vasa och omkring 310 kilometer nordväst om Helsingfors.
Öns area är 2 hektar och dess största längd är 260 meter i sydväst-nordöstlig riktning.